# Veronica nevadensis
Veronica nevadensis é uma espécie de planta com flor pertencente à família Scrophulariaceae. 
A autoridade científica da espécie é (Pau) Pau, tendo sido publicada em Brotéria, Sér. Bot. 22: 120 (1926).

## Portugal
Trata-se de uma espécie presente no território português, nomeadamente em Portugal Continental.
Em termos de naturalidade é endémica da Península Ibérica.

## Protecção
Não se encontra protegida por legislação portuguesa ou da Comunidade Europeia.